# 1817 год в музыке

## События
- Восьмилетний Феликс Мендельсон начинает изучать композицию под руководством Карла Фридриха Цельтера.
- 2 января — В Вене вышел первый выпуск «Всеобщей музыкальной газеты» (нем. Allgemeine musikalische Zeitung), созданной по образцу более известного одноимённого лейпцигского издания.[1][2]
- 12 января — В Неаполе вновь после пожара, произошедшего одиннадцать месяцев назад, открывается «Театро Сан Карло». В день открытия состоялась премьера оперы Симона Майра «Мечта Партенопе» на слова Лампреди, написанная ко дню рождения короля Обеих Сицилий Фердинандо I.[1]
- 13 января — Карл Мария фон Вебер переезжает в Дрезден из Берлина, чтобы возглавить Дрезденскую оперу.[1]
- 18 января — В Ковент-Гарден (Лондон) впервые исполняется опера Генри Роули Бишопа «Своенравный сотник, или Преемники Александра» по мотивам одноимённой пьесы Бомонта и Флетчера.[1]
- 21 января — В годовщину смерти Людовика XVI впервые в Сент-Дени (Париж) впервые исполнен Реквием Луиджи Керубини.[1]
- 25 января — В римском «Театро Валле» состоялась премьера оперы Джоаккино Россини «Золушка, или Торжество добродетели» на слова Ферретти по мотивам одноимённой сказки Перро. Опера была встречена враждебно,[3] но вскоре завоевала популярность в Италии и за её пределами.
- 27 января — В парижском Театре Фейдо накануне 26-го дня рождения Луи Жозефа Фердинана Герольда с большим успехом впервые исполнена опера композитора «Скромницы», его первого крупного произведения.[1]
- 30 января — Карл Мария фон Вебер открывает Немецкую оперу в Дрездене оперой Этьенна Мегюля. Открытие, на котором побывал король Фридрих Август I, прошло с большим успехом.[1]
- 31 января — В венском театре «Ан дер Вин» впервые исполняется Прелюдия и хор для трагедии Грильпарцера «Праматерь», написанные Иоганном Непомуком Гуммелем.[1]
- 10 февраля — король Вюртемберга Вильгельм I подписывает контракт с Иоганном Непомуком Гуммелем, через четыре месяца после того, как композитор начал работать на него.[1]
- 20 марта — Симон Майр избирается в «Атенео»[итал.] (Бергамо).[1]
- 14 мая — Антонио Сальери назначен первым руководителем хора Венского общества друзей музыки[нем.], ставшему предтечей Венской певческой академии, основанной в 1858 году.[1]
- 31 мая — В миланском театре «Ла Скала» впервые исполняется опера Джоаккино Россини «Сорока-воровка, или Опасность судить по наружности» на слова Герардини. Премьера «встречена с почти истерическим восторгом».[1]
- 6 августа — «Дом английской оперы» стал первым британским театром с газовым освещением.[4] Уже в сентябре газовое освещение сделали театры Друри-Лейн и Ковент-Гарден.[1]
- 3 сентября — Лоуэлл Мейсон в Вестборо (Массачусетс)[англ.] женится на Эбигейл Грегори, дочери трактирщика.[1]
- 27 сентября — В «Венской театральной газете[нем.]» опубликовано стихотворение Франца фон Шлехта[англ.], посвящённое Францу Шуберту. Это был первый случай, когда имя композитора появляется в периодическом издании.[1]
- 26 октября — Генрих Август Маршнер в Евангелическо-немецкой церкви в Прессбурге (ныне Братислава) женился на Эмили фон Черва, дочери предпринимателя и члена городского совета.[1]
- 4 ноября — Карл Мария фон Вебер в Праге женился на знаменитой певице-сопрано Каролин Брандт.[1]
- 14 ноября — Восьмилетний Феликс Мендельсон посвящает сделанную имфортепианную аранжировку увертюры из оперы «Свадьба Фигаро» своей сестре Фанни в её двенадцатый день рождения.[1]
- 19 ноября — Сорокатрёхлетний Гаспаре Спонтини становится подданным французского короля Людовика XVIII.[1]
- 29 ноября — Сорокаоднолетний Франсуа-Адриен Буальдьё избирается членом Французской академии взамен недавно скончавшегося Этьенна Мегюля.[1]

## Публикации
- 1 марта — Впервые публикуются одновременно в Лондоне, Париже и Лейпциге цикл инструментальных пьес для фортепиано Муцио Клементи «Gradus ad Parnassum».[1]
- Впервые опубликована Соната для фортепиано № 28 Людвига вана Бетховена с посвящением баронессе и талантливой пианистке Доротее Цецилии Эртманн.

## Песни
- Франц Шуберт — «К музыке[англ.]», «Die Forelle», «Смерть и девушка[англ.]».
- Томас Мур — Oft, in the Stilly Night.

## Классическая музыка
- Франц Шуберт — кантата «Прометей[англ.]»; сонаты для фортепиано ля-бемоль мажор, D 557[англ.], си мажор, D 575[англ.], ре-бемоль мажор, D 568[англ.] и ми минор, D 566[англ.]; два скерцо[англ.]; соната для двух скрипок ля мажор, D 574[англ.].
- Людвиг ван Бетховен — Фуга для струнного квинтета ре мажор, оp. 137[англ.]; квинтеты ре минор[англ.]; струнный квинтет до минор, оп. 104[англ.]; .
- Никколо Паганини — Концерт для скрипки с оркестром № 1.
- Фридерик Шопен — полонезы[англ.] соль минор и си-бемоль мажор.
- Симон Майр — Кантата для солистов, хора и оркестра «Ариадна и Вакх».
- Гаэтано Доницетти — Симфония кончертанте ре мажор; Концертино для английского рожка с оркестром соль мажор.
- Гаспаре Спонтини — пьеса для оркестра «Вакханалия Данаид» (для оперы Сальери «Данаиды»).[5]
- Карл Мария фон Вебер — кантата L’Accoglienza J 221.

## Опера
| - Карл Мария фон Вебер — «Вольный стрелок». - Джакомо Мейербер — «Ромильда и Констанца». - Гаспаре Спонтини — «Фернан Кортес, или Завоевание Мексики» (2-я редакция) - Петер фон Винтер — «Маометто». - Микеле Карафа — «Ифигения в Тавриде». - Фердинан Герольд - «Скромницы» - «Колокольчик, или Дьявольская страница» - Симон Майр - «Мечта Партенопе» - «Ланасса» - Mennone e Zemira | - Джоаккино Россини - «Золушка, или Торжество добродетели» - «Сорока-воровка, или Опасность судить по наружности» - «Аделаида Бургундская, или Отто, король Италии» - «Армида» - Генри Роули Бишоп - «Наследник Вайрони, или Честность лучшая политика» - «Отступник» - «Герцог Савойский, или Жена и Хозяйка» - Teazing Made Easy - «Отец и его дети» |

## Родились
- 22 февраля — Нильс Гаде, датский органист, скрипач и дирижёр, крупнейший датский композитор XIX века (ум. в 1890).
- 2 марта — Ханс Хансен[англ.], датский музыкант, дирижёр и композитор (ум. в 1878).
- 24 марта — Луи-Эме Майяр, французский композитор (ум. в 1871).
- 13 июня — Антонио де Торрес Хурадо, наиболее значимый испанский гитарный мастер XIX века (ум. в 1892).
- 13 августа — Кароли Терн[венг.], венгерский пианист, дирижёр и композитор (ум. в 1886).
- 12 ноября — Мартин Густав Ноттебом, австрийский музыковед, композитор и музыкальный педагог (ум. в 1882).
- 13 ноября
  - Луи Джеймс Альфред Лефебюр-Вели , французский органист и композитор (ум. в 1869).
  - Генри Бринли Ричардс[англ.], валлийский композитор (ум. в 1885).

## Умерли
- 14 января — Пьер-Александр Монсиньи, французский композитор, один из основоположников французской комической оперы (род. в 1729).
- 28 января — Фридрих Людвиг Кунзен, немецкий дирижёр и композитор, работавший главным образом в Дании (род. в 1761).
- 1 марта — Луиджи Гатти[итал.], итальянский композитор (род. в 1740).
- 24 августа — Нэнси Сторас, английская оперная певица-сопрано итальянского происхождения (род. в 1766).
- 11 октября — Франц Ксавер Хаммер[нем.], немецкий гамбист, виолончелист и композитор (род. в 1741).
- 18 октября — Этьенн Мегюль, французский композитор (род. в 1763).
- 7 ноября — Франческо Паскуале Риччи[англ.], итальянский скрипач и композитор (род. в 1732).
- 1 декабря — Юстин Генрих Кнехт, немецкий органист, капельмейстер и композитор (род. в 1752).
- дата неизвестна — Джон Пикок[англ.], нортумбрийский волынщик[англ.] (род. около 1756).